# Sabuloglossum
Sabuloglossum Hustad, A.N. Mill., Dentinger & P.F. Cannon (żwirozorek) – rodzaj grzybów z typu workowców (Ascomycota).

## Systematyka i nazewnictwo
Pozycja w klasyfikacji według Index Fungorum: Geoglossaceae, Geoglossales, Incertae sedis, Geoglossomycetes, Pezizomycotina, Ascomycota, Fungi.
Jest to takson monotypowy. Należy do niego jeden tylko gatunek – Sabuloglossum arenarium (Rostr.) Hustad, A.N. Mill., Dentinger & P.F. Cannon 2013.
W 2021 r. Komisja ds. Polskiego Nazewnictwa Grzybów Polskiego Towarzystwa Mykologicznego zarekomendowała używanie dla tego rodzaju polskiej nazwy „żwirozorek”.